# Viken och Finnsta
Uppslagsordet ”Finnsta” leder hit. Ej att förväxla med Finsta.
Viken och Finnsta är en av SCB avgränsad och namnsatt småort i Torps socken i Ånge kommun. Småorten omfattar bebyggelse i Viken och Finnsta belägna mitt emot Fränsta på södra sidan av Ljungan. 
Nordväst om bebyggelsen ligger den 133 meter långa Vikbron, en av Sveriges längsta träbroar.